# José María García de Toledo
José María García de Toledo y de Madariaga (Cartagena de Indias, 11 de febrero de 1769-24 de febrero de 1816) fue un abogado y político neogranadino, que luchó contra las fuerzas realistas durante el período de la Patria Boba que precedió a la guerra de Independencia de Colombia.
Poco después del destierro del gobernador español el 14 de junio de 1810 se estableció una Junta Suprema en Cartagena de Indias como respuesta directa a la invasión de España por Napoleón. García fue nombrado su presidente y el 11 de noviembre de 1811 la Junta declaró la independencia de Cartagena de España. Posteriormente fue fusilado por Pablo Morillo el 24 de febrero de 1816, después de que la ciudad fuera "pacificada".